# Сэквилл, Гилберт, 8-й граф де ла Варр
Майор Гилберт Джордж Реджинальд Сэквилл, 8-й граф де ла Варр (англ. Gilbert George Reginald Sackville, 8th Earl De La Warr ; 22 марта 1869 — 16 декабря 1915) — британский землевладелец, политик и военный. Он был известен как Гилберт Cэквилл с 1869 по 1890 год и виконт Кантелуп с 1890 по 1896 год.

## Предыстория
Родился 22 марта 1869 года. Второй сын Реджинальда Сэквилла, 7-го графа де ла Варра (1817—1896), и Констанс Мэри Элизабет Бэйли-Кокрейн (1846—1929), дочери Александра Бэйли-Кокрейна, 1-го барона Лэмингтона. Он получил образование в Чартерхаусской школе. Он стал наследником графства в 1890 году, когда его старший брат, Лайонел Чарльз Крэнфорд, лорд Кантелуп, погиб в катастрофе на лодке в Белфаст-Лох в возрасте 21 года . Гилберт Сэквилл, теперь получивший в качестве титула учтивости — лорд Кантелуп, дважды играл в крикет в 1890-х годах.

## Биография
Лорд Кантелуп был назначен заместителем лейтенанта Сассекса в 1891 году.
Второй лейтенант 2-й (Пять портов) (или Восточной) дивизии Королевской артиллерии в 1891 году, лейтенант с 1893 года и капитан с 1894 года .
В январе 1896 года он стал преемником своего отца в качестве 8-го графа де ла Варра. Позже в том же году он ушел в отставку с армейской службы. В 1900 году он был повторно назначен капитаном 2-й дивизии Пяти портов и участвовал во Второй англо-бурской войне, где был ранен при Фрейхейде. Ему был присвоен чин майора в 1901 году, но он снова подал в отставку в 1902 году.
В 1903—1904 годах лорд де ла Варр был мэром Бексхилл-он-Си в графстве Сассекс. Он также был олдерменом графства и мировым судьей Сассекса. Он участвовал в Первой мировой войне, но отказался от должности временного майора в батальоне Саутдаун Королевского Сассексского полка в ноябре 1914 года . Позже он воевал на войне в звании лейтенанта добровольческого резерва Королевского военно-морского флота и умер в Мессине, Сицилия, во время нахождения на военной службе 16 декабря 1915 года.

## Семья

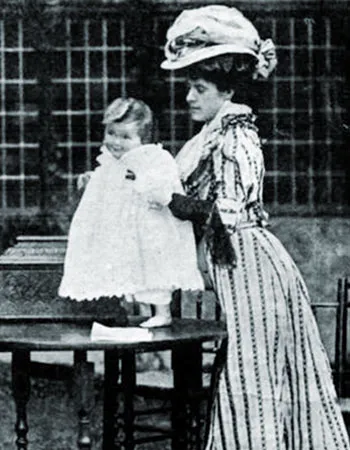
Эйвис Эла Мюриэл Сэквилл с Мюриэл Брасси, около 1900 года.

Лорд Де Ла Варр был дважды женат. 4 августа 1891 года он женился первым браком на леди Мюриэль Агнес Брасси (1872 — 8 августа 1930), дочери Томаса Брасси, 1-го графа Брасси, и Энн Оллнатт. У супругов было трое детей:
- Леди Майра Идина Сэквилл (26 февраля 1893 — 5 ноября 1955), была замужем пять раз.
- Леди Эвис Эла Мюриал Сэквилл (25 июля 1897—1985), жена с 1918 года сэра Стюарта Мензиса
- Эрбранд Эдвард Дандональд Брасси Сэквилл, 9-й граф де ла Варр (20 июня 1900 — 28 января 1976).

Лорд и леди де ла Варр развелись в 1902 году. Леди Де Ла Варр умерла в августе 1930 года.
20 сентября 1903 года лорд де ла Варр женился во второй раз на Хильде Мэри Клаверинг Тредкрофт (1877—1963), дочери полковника Чарльза Леннокса Тредкрофта и Элизабет Андерсон Скотт. Детей от этого брака не было.
Он умер в море в декабре 1915 года от пневмонии в возрасте 46 лет, находясь на действительной службе в Мессине во время Первой мировой войны. Титул унаследовал его единственный сын Эрбран.
Вторая леди де ла Варр вышла замуж во второй раз за Джона Уильяма Денниса (1865—1949), члена Палаты общин, в 1922 году. Она умерла в 1963 году.